# Horizont van Terstraten
De Horizont van Terstraten is een dunne laag in de ondergrond van het Nederlandse Zuid-Limburg en het omringende gebied in Duitsland en België. De horizont is onderdeel van de Formatie van Vaals en stamt uit het laatste deel van het Krijt (het Campanien).
Normaal gesproken ligt de Horizont van Terstraten boven op het oudere Zand van Beusdal en onder het jongere Zand van Terstraten (beide ook onderdeel van de Formatie van Vaals).
Deze horizont is vernoemd naar Terstraten.